# Acetabulastoma hyperboreum
Acetabulastoma hyperboreum is een mosselkreeftjessoort uit de familie van de Paradoxostomatidae. De wetenschappelijke naam van de soort is voor het eerst geldig gepubliceerd in 1899 door Scott.